# Friedrich Lintz
Friedrich Lintz (* 23. März 1749 in Trier; † 13. Dezember 1829 in Trier) war ein deutscher Jurist, Hochschullehrer,  Bürgermeister von Trier und Präsident der Zentralverwaltung des Saardepartements.

## Leben
Friedrich Lintz, der sich auch oft Johann, nach dem Vornamen seines Vaters nannte, war ein Sohn der Eheleute Johann Jakob Lintz (1722–1786) und Clara Maria geb. Reichard (1723–1767). Lintz war seit dem 26. Juli 1775 – die Hochzeit fand in Trier statt – mit Odilia geb. Hoffmann (1750–1820) verheiratet. Beide hatten insgesamt neun Kinder. Seine schulische Ausbildung begann er zunächst am Jesuitengymnasium in Trier, die er im Anschluss daran mit der erfolgreichen Ablegung des Baccalauréats beendete. Nach einem ersten Studium in der Fachrichtung Philosophie, das er 1767 mit einem Magister artium abschloss, begann er Rechtswissenschaften zu studieren. Mit seiner Dissertation und dem Thema „De plebium archipresbyteris in communi“ („Von den Erzpriestern im Allgemeinen“) promovierte er schließlich am 28. Januar 1771 zum Dr. iur. utr. (Doctor iuris utriusque). Zunächst arbeitete er ab dem Jahre 1772 als Rechtsanwalt, dann wirkte er ab 1779 als Schöffe in der Hochgerichtsbarkeit bis man ihn schließlich zum Professor und Dekan an die Juristische Fakultät von Trier berief. Ab 1789 war er Bürgermeister in Trier und wirkte zusätzlich als Schultheiß in verschiedenen Abteien. Nach der Eroberung der linksrheinischen Gebiete durch die französische Revolutionsarmee und die anschließende Aufteilung in vier verschiedene Départements, wurde Lintz 1798 Mitglied der Zentralverwaltung, Abgeordneter in Paris sowie zum Präsidenten des neu geschaffenen Saardepartements bestimmt. Ab dem Jahr 1804 wurde Lintz zum Richter am Trierer Appellationsgericht berufen, das er auch nach der Befreiung von der französischen Besatzung Übergangsweise noch zwischen 1814 und 1816 weiter ausübte, bis er schließlich im Jahre 1816 im Alter von 67 Jahren emeritiert wurde. Nicht ganz unumstritten in der Bevölkerung dieser Zeit waren seinen Ansichten hinsichtlich seiner doch allzu sehr begrüßenden Art die Französische Besatzung anzusehen. Lintz starb 80-jährig ohne Krankheit an Altersschwäche in Trier am 13. Dezember 1829.

## Publikationen
- Lintz, Johann Friedrich 1749–1829 (Verfasser): Typis Eschermannianis Hochschulschrift, Trier, Univ., Jur. Diss., 28. Jan. 1771: Dissertatio Inauguralis Canonica De Plebium Archipresbyteris In Communi[3]